# Asociațiile județene de fotbal
AJF vine de la Asociatia Județeană de fotbal. Această asociatie organizează competițiile de fotbal dintre echipele de liga a IV-a, liga a V-a si liga a VI-a. În această asociatie sunt 41 de județe+Bucuresti. Fiecare județ are un clasament diferit.